# Acapulco Challenger 1993
L'Acapulco Challenger 1993 è stato un torneo di tennis facente parte della categoria ATP Challenger Series nell'ambito dell'ATP Challenger Series 1993. Il torneo si è giocato a Acapulco in Messico dal 29 marzo al 4 aprile 1993 su campi in terra rossa.

## Vincitori

### Singolare
Horst Skoff ha battuto in finale  Javier Frana con il punteggio di 6–3, 7–6

### Doppio
Ellis Ferreira /  Richard Schmidt hanno battuto in finale  Javier Frana /  Juan-Ignacio Garat con il punteggio di 7–6, 6–4